# Лучково (Тверская область)
Лучково  — деревня в Зубцовском районе Тверской области. Входит в состав Вазузского сельского поселения.

## География
Находится в южной части Тверской области на расстоянии приблизительно 16 км по прямой на юго-запад от районного центра города Зубцов на левом берегу реки Осуга.

## История
Деревня была отмечена еще на карте 1825 года. В 1859 году здесь (деревня Зубцовского уезда Тверской губернии) было учтено 20 дворов, в 1939—30.

## Население
Численность населения: 185 человек (1859 год), 8 (русские 87 %) в 2002 году, 1 в 2010.